# Rebekka Hartmann
Rebekka Hartmann  (* 1981 in München) ist eine deutsche Violinistin. 2012 wurde sie für ihre Einspielung Birth of the Violin mit dem Echo Klassik in der Kategorie Beste Solistische Einspielung des Jahres ausgezeichnet.

## Leben und Werk
Rebekka Hartmann begann ihre musikalische Ausbildung in München im Alter von fünf Jahren bei Helge Thelen. Bei ihm erlernte sie das Geigenspiel nach der Suzuki-Methode. Nach dem Abschluss der schulischen Ausbildung studierte sie Violine in München bei Andreas Reiner sowie bis 2003 an der University of Southern California Thornton School of Music, Los Angeles bei Alice Schoenfeld. 2019 absolvierte Rebekka Hartmann ihren Master am Mozarteum Salzburg bei Lavard Skou-Larsen. In Internationalen Meisterkursen, u. a. bei Rainer Kussmaul und in der Zusammenarbeit mit Josef Kröner verfeinerte sie ihre Technik.
Das musikalische Repertoire von Rebekka Hartmann umfasst das gesamte Spektrum der Violinwerke von den Anfängen im Frühbarock bis zu zeitgenössischer Musik. Neben klassischen Violinstücken spielte sie auch einige Uraufführungen, unter anderem mit Werken von Håkan Larsson und Anders Eliasson, ein. Gemeinsam mit der Pianistin Margarita Oganesjan konzertiert sie weltweit als Duo. Aus dieser Zusammenarbeit entstand 2015 das Album Views from Ararat mit Werken klassischer Musik türkischer und armenischer Komponisten.
Hartmann spielt jährlich ca. 40 Konzerte im In- und Ausland. Sie arbeitete dabei mit Orchestern, wie dem Sinfonieorchester Aachen, den Bamberger Symphonikern, dem Deutschen Kammerorchester Berlin, dem Württembergischen Kammerorchester Heilbronn, dem Orchester der Klangverwaltung München, den Salzburg Chamber Soloists, dem Münchener Bach-Orchester und dem Philharmonischen Collegium der Bachakademie Leipzig zusammen. Rebekka Hartmann gab unter anderem Konzerte in Deutschland, Österreich, in der Schweiz, Großbritannien, Türkei, Rumänien, Bulgarien, der Ukraine, Japan, Hongkong, Singapur, Südamerika und in den USA. Sie wurde zu Festivals wie zum Schleswig-Holstein Musik Festival, zu den Aachener Kurpark Classix, den Weilburger Schlosskonzerten, den Fränkischen Musiktagen, den Herrenchiemsee-Festspielen, dem Hohenloher Kultursommer, dem Internationalen Lübecker Kammermusikfest sowie zum Gümüslük Classical Music und Cappadocia Music Festival eingeladen.
Neben ihrer Konzerttätigkeit unterrichtet die in München lebende Musikerin Nachwuchstalente, u. a. Lorenzo Giannotti. Seit 2009 spielt Rebekka Hartmann auf einer Violine von Antonio Stradivari aus dem Jahre 1675.

## Preise (Auswahl)
- 1993/1994: Karel-Kunc-Kammermusikwettbewerb Bad Dürkheim, 2. Preis
- 1995: Bundeswettbewerb Jugend musiziert, 1. Preis in der Kategorie Kammermusik
- 1998: Bundeswettbewerb Jugend musiziert, 1. Preis in der Kategorie Violine solo
- 2000: Pasadena Instrumental Competition, 1. Preis
- 2001: ASTA Competition Los Angeles, 1. Preis, verbunden mit dem Jasha Heifetz Scholarship
- 2002: National Solocompetition der USA, 1. Preis
- 2004: XVII. Internationaler Musikwettbewerb Pacem in Terris Bayreuth, 1. Preis
- 2005: Internationaler Violinwettbewerb Henri Marteau, 2. Preis
- 2012: Echo Klassik in der Kategorie „Beste Solistische Einspielung des Jahres“

## Diskografie (Auswahl)
- 2006: Rebekka Hartmann
- 2011: Birth of the Violin, ausgezeichnet mit dem Echo Klassik
- 2015: Views from Ararat, gemeinsam mit Margarita Oganesjan
- 2015: Paul Juon
- 2018: Out of the Shadow, nominiert für den International Classical Music Awards 2019